# Bustadmyrtjärnen (Alanäs socken, Jämtland)
Bustadmyrtjärnen är en sjö i Strömsunds kommun i Jämtland och ingår i Ångermanälvens huvudavrinningsområde.